# Evie Sands

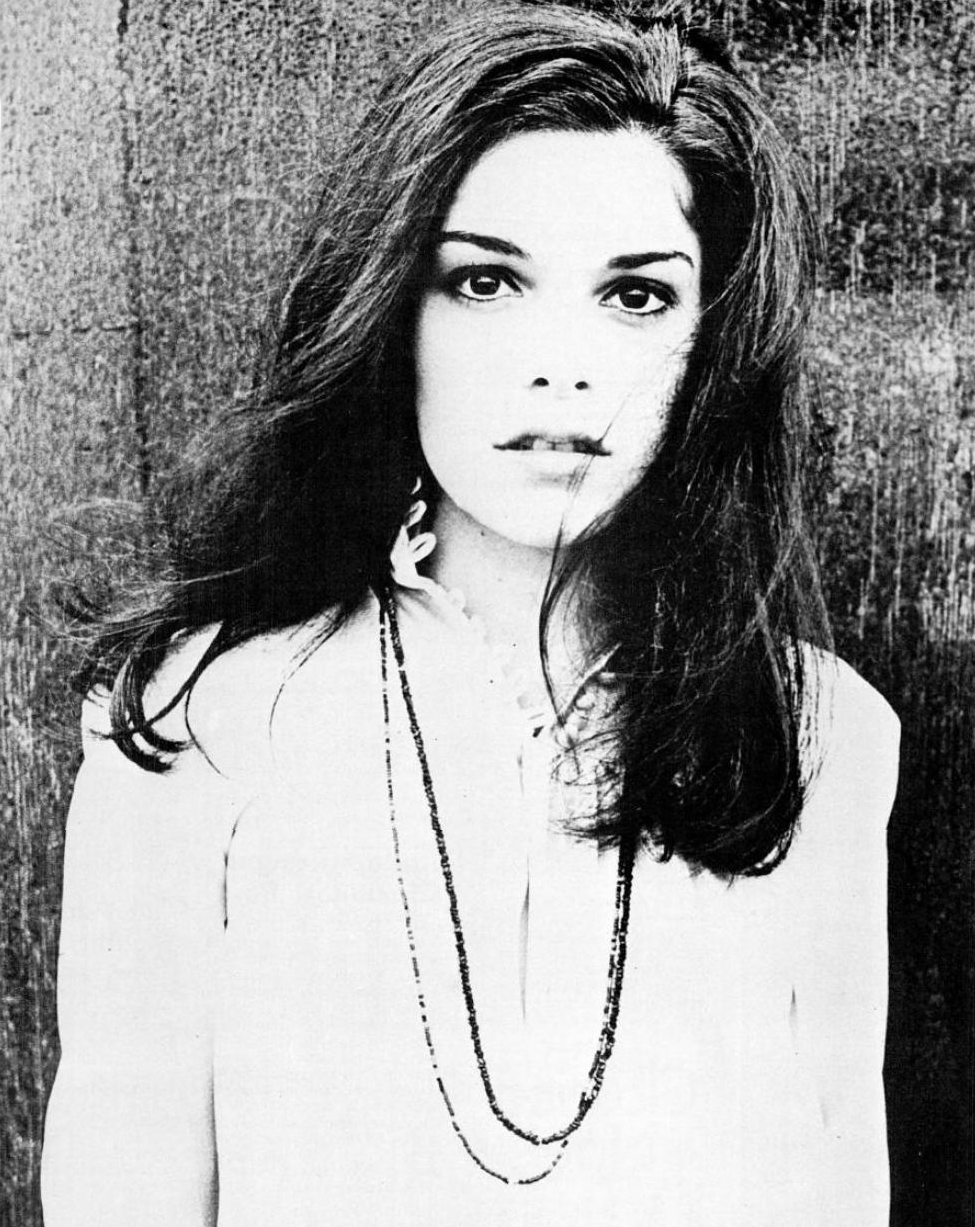
Evie Sands, 1969

Evie Sands, eigentlich Evelyn Lourette Sands (* 18. Juli 1946 in Brooklyn, New York City, Vereinigte Staaten) ist eine US-amerikanische Sängerin und Komponistin.

## Leben und Werk
Evie Sands wurde 1946 in eine musikalische Familie in Brooklyn hineingeboren, wo sie auch aufwuchs. In ihrer Jugend hörte sie die Musik von Billie Holiday, Dinah Washington, Frank Sinatra, Jackie Wilson, Little Willie John und den Beatles. Von diesen Künstlern wurde sie inspiriert, Gitarre zu lernen, Lieder zu schreiben und an ihrem Gesangstalent zu arbeiten. Als Teenager veröffentlichte Sands ihre ersten Singles The Roll (1963) und Danny Boy I Love You So (1964).
Im Jahr 1965 unterschrieb sie einen Plattenvertrag bei Blue Cat Records, einer Unterabteilung der von Jerry Leiber und Mike Stoller zusammen mit George Goldner gegründeten Plattenfirma Red Bird Records. Ihre Produzenten dort waren Chip Taylor und Al Gorgoni. Ihre erste Single für Blue Cat war das von Trade Martin geschriebene Stück Take Me For a Little While. Eine Testpressung der Single wurde noch vor der Veröffentlichung von einem Plattenpromoter aus Chicago gestohlen und zu Chess Records gebracht, wo der Song innerhalb von 48 Stunden von Jackie Ross aufgenommen, auf Vinyl gepresst und veröffentlicht wurde. Die Version von Ross, die mit Selfish One bereits einen großen Hit in den Billboard Hot 100 gehabt hatte, wurde im Radio gespielt, während die Sands-Version unbemerkt unterging. Das Lied wurde später unter anderem von Cher, Dusty Springfield und Patti LaBelle and the Bluebelles gecovert.
Die nächste Single, I Can’t Let Go, konnte sich nicht in den Charts platzieren. Das Lied wurde jedoch im Frühjahr 1966 ein großer Charterfolg für die Hollies (US Platz 42, UK Platz 2). Sands wechselte daraufhin von Blue Cat zu Cameo-Parkway. Dort erschienen 1966 die Singles Picture Me Gone, was später unter anderem von Dave Berry und Madeline Bell aufgenommen wurde, sowie das von Burt Bacharach und Hal David geschriebene Stück The Love of a Boy, das ursprünglich 1962 von Timi Yuro aufgenommen worden war.
Im Jahr 1967 war Sands die erste Sängerin, die die Chip Taylor-Komposition Angel of the Morning aufnahm. Die ersten 10.000 Pressungen der Single verkauften sich schnell und das Lied wurde oft im Radio angefragt, doch Cameo-Parkway ging kurze Zeit später pleite und es wurden keine weiteren Pressungen der Single hergestellt. Taylor nahm das Lied im folgenden Jahr mit Merrilee & the Turnabouts erneut auf, die damit Platz 7 in den USA und Platz 1 in Australien erreichten. Das Lied wurde daraufhin oft gecovert.
In der zweiten Hälfte der 1960er Jahre trat Sands in populären Musikfernsehsendungen wie Shivaree, Shindig!, Hullabaloo, American Bandstand, Hollywood a Go-Go, The Johnny Cash Show, The Tonight Show und The Joey Bishop Show auf.
Im Jahr 1969 hatte Evie Sands schließlich ihren ersten Charterfolg mit dem ebenfalls von Chip Taylor geschriebenen Any Way That You Want Me (Platz 53 in den Billboard Hot 100). Im gleichen Jahr nahm sie das Lied Maybe Tomorrow (geschrieben von Quincy Jones mit Text von Alan und Marilyn Bergman) für den Soundtrack des Films John and Mary (1969; Regie: Peter Yates) auf.
Ein Jahr später erschien bei A&M Records ihr erstes Album, ebenfalls Any Way That You Want Me betitelt. Das Album enthielt das selbstgeschriebene Stück Is This I Am, welches später von Beck und Beth Orton aufgenommen wurde. Ein im März 1971 bei Buddah Records angekündigtes Album kam nicht zustande. Stattdessen erschien erst 1974 mit Estate of Mind bei Haven Records die nächste LP. Zwei Singleauskopplungen aus diesem Album erreichten die US Top 50. Ein von Sands geschriebenes Stück aus dem Album, Love in the Afternoon, wurde im gleichen Jahr von Barbra Streisand für ihr Album Butterfly aufgenommen.
Nach der Veröffentlichung ihres dritten Studioalbums Suspended Animation (1979) nahm Sands eine lange Auszeit vom Singen und Performen, war jedoch weiterhin als Komponistin und Produzentin tätig. Im Jahr 2018 war ihr Song You’ve Got Me Uptight, eine B-Seite von 1965, auf dem Soundtrack der Komödie How to Party with Mom zu hören. 2020 erschien nach langer Zeit ein neues Album.
Sands ist geschieden, hat zwei erwachsene Kinder und lebt in Los Angeles.

## Diskografie

### Studioalben
- 1970: Any Way That You Want Me (A&M Records SP 4239)
- 1974: Estate of Mind (Haven Records ST-9202)
- 1979: Suspended Animation (RCA Victor AFL1-2943)
- 1998: Women in Prison (Train Wreck Records TW009)
- 2020: Get Out of Your Own Way (R-Spot Records RSR-1112)

### Singles
- 1963: The Roll / My Dog (ABC-Paramount 45-10458)
- 1964: Danny Boy I Love You So / I Was Moved (Gold Records Incorporated 215)
- 1965: I Can’t Let Go / You’ve Got Me Uptight (Blue Cat BC-122)
- 1965: Take Me for a Little While / Run Home to Your Mama (Blue Cat BC-118)
- 1966: Picture Me Gone / It Makes Me Laugh (Cameo-Parkway C-413)
- 1966: The Love of a Boy / We Know Better (Cameo-Parkway C-436)
- 1967: Angel of the Morning / Dear John (Cameo-Parkway C-475)
- 1968: Billy Sunshine / It Makes Me Laugh (Cameo-Parkway KC-2002)
- 1968: Shadow of the Evening / Until It’s Time for You to Go (A&M Records 980)
- 1969: But You Know I Love You / Maybe Tomorrow (A&M Records 1175)
- 1969: Crazy Annie / Maybe Tomorrow (A&M Records 1157)
- 1969: Any Way That You Want Me / I’ll Never Be Alone Again (A&M Records 1090)
- 1970: Take Me for a Little While / It’s This I Am, I Find (A&M Records 1192)
- 1975: You Brought the Woman Out of Me / Early Morning Sunshine (Haven Records 7010)
- 1975: I Love Makin’ Love to You / One Thing on My Mind (Haven Records 7013)
- 1975: Yesterday Can’t Hurt Me / (Am I) Crazy Cause I Believe (Haven Records 7020)
- 1976: The Way You Do the Things You Do / Love in the Afternoon (Haven Records HS 806)
- 1979: Keep My Lovelight Burnin’ / I Can’t Wait for You (RCA Victor PD-11549)
- 1979: You Sho’ Look Good to Me / You Sho’ Look Good to Me (RCA JH-11653; nur Promo)
- 1998: Angel in Your Eyes / Cool Blues Story (feat. Lucinda Williams) / Brooklyn Blues (Train Wreck Records)

### Extended Plays
- 1966: I Can’t Let Go: I Can’t Let Go, Run Home to Your Mama, You’ve Got Me Up Tight, Take Me for a Little While (Red Bird 28010)
- 2017: Shine for Me: Rodeo, But It Did, Full Dose of Love, Shine for Me, Like a Rock, Without You (R-Spot Records RSR-1111-2)